# FC Porto de Macau
El FC Porto de Macau es un equipo de fútbol de Macao que alguna vez jugó en la Primera División de Macao, la liga de fútbol más importante del país.

## Historia
Fue fundado en el año 2006 en la capital Macao como un equipo filial del FC Porto de Portugal y en solo dos temporadas en la Tercera División de Macao lograron ascender de categoría.
En la temporada 2008/09 en su primer año en el segundo nivel ganaron el título y en solamente tres temporadas ascendieron a la máxima categoría.
En la máxima categoría estuvieron hasta la temporada 2011/12 debido a que abandonó la liga por problemas administrativos. No obstante, retorno en 2019 pero desde la Cuarta División.

## Palmarés
- Segunda División de Macao: 1

2008/09
- Tercera División de Macao: 1

2007/08